# 김희훈
김희훈(1991년 11월 22일 ~ ) 은 대한민국의 기계체조 선수이다

## 학력
- 광주서림초등학교 (졸업)
- 광주체육중학교 (졸업)
- 광주체육고등학교 (졸업)
- 한국체육대학교 생활체육학과 (졸업)